# 貝雷尼鄉
46°33′0″N 24°52′0″E / 46.55000°N 24.86667°E
貝雷尼鄉（羅馬尼亞語：Comuna Bereni, Mureș），是羅馬尼亞的鄉份，位於該國中部，由穆列什縣負責管轄，面積42平方公里，海拔高度368米，2007年人口1,224，人口密度每平方公里29人。